# Tentakel

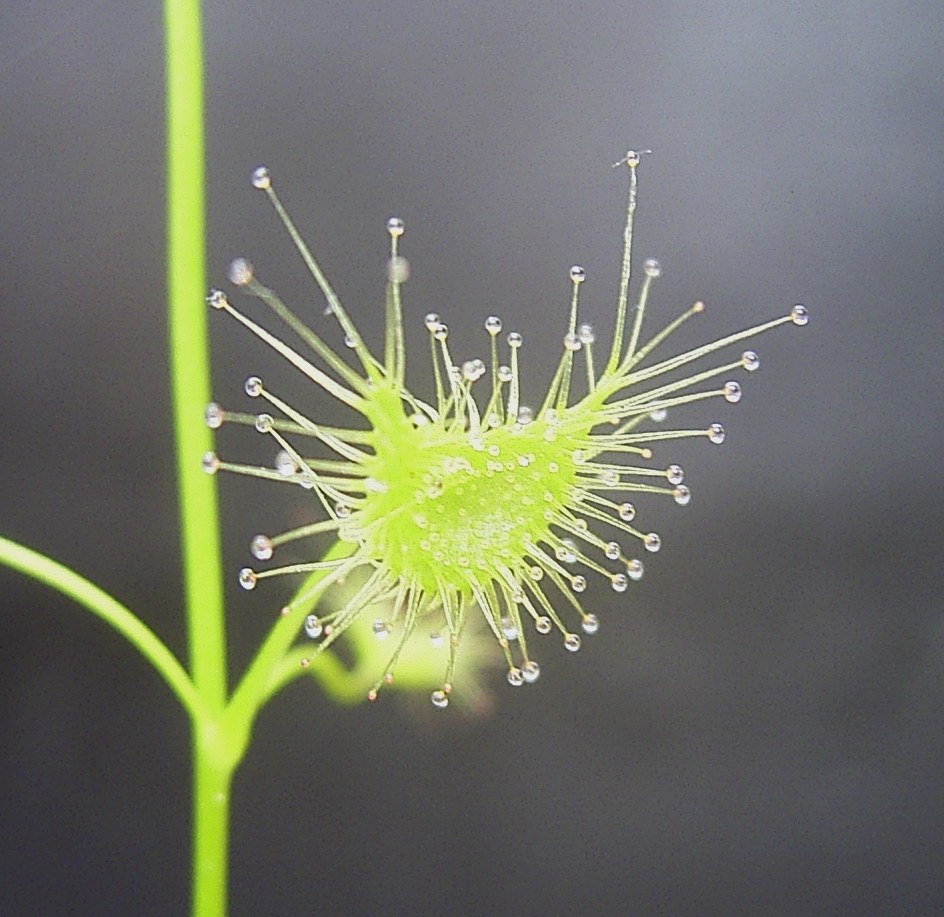
Sonnentaublatt mit Tentakeln (Drosera peltata)

Tentakel sind längliche Strukturen auf den Blättern von Pflanzen (Drüsententakel) oder an Tieren. Sie werden meistens zum Fang von Beutetieren eingesetzt. Für zwei Tierklassen, die Tentaculata und die Atentaculata, sind Tentakel namensgebend.

## In der Botanik
Tentakel sind Anhangsgebilde von Blättern der fleischfressenden Pflanzen, die damit Tiere fangen. In den Tentakeln befinden sich Gefäßleitungen (Tracheiden). Am verdickten, einem Köpfchen ähnelnden Ende sitzen Drüsenzellen, die einen Fangschleim abgeben. Dieser ist klar, klebrig und kann Proteine verdauen.

## In der Zoologie

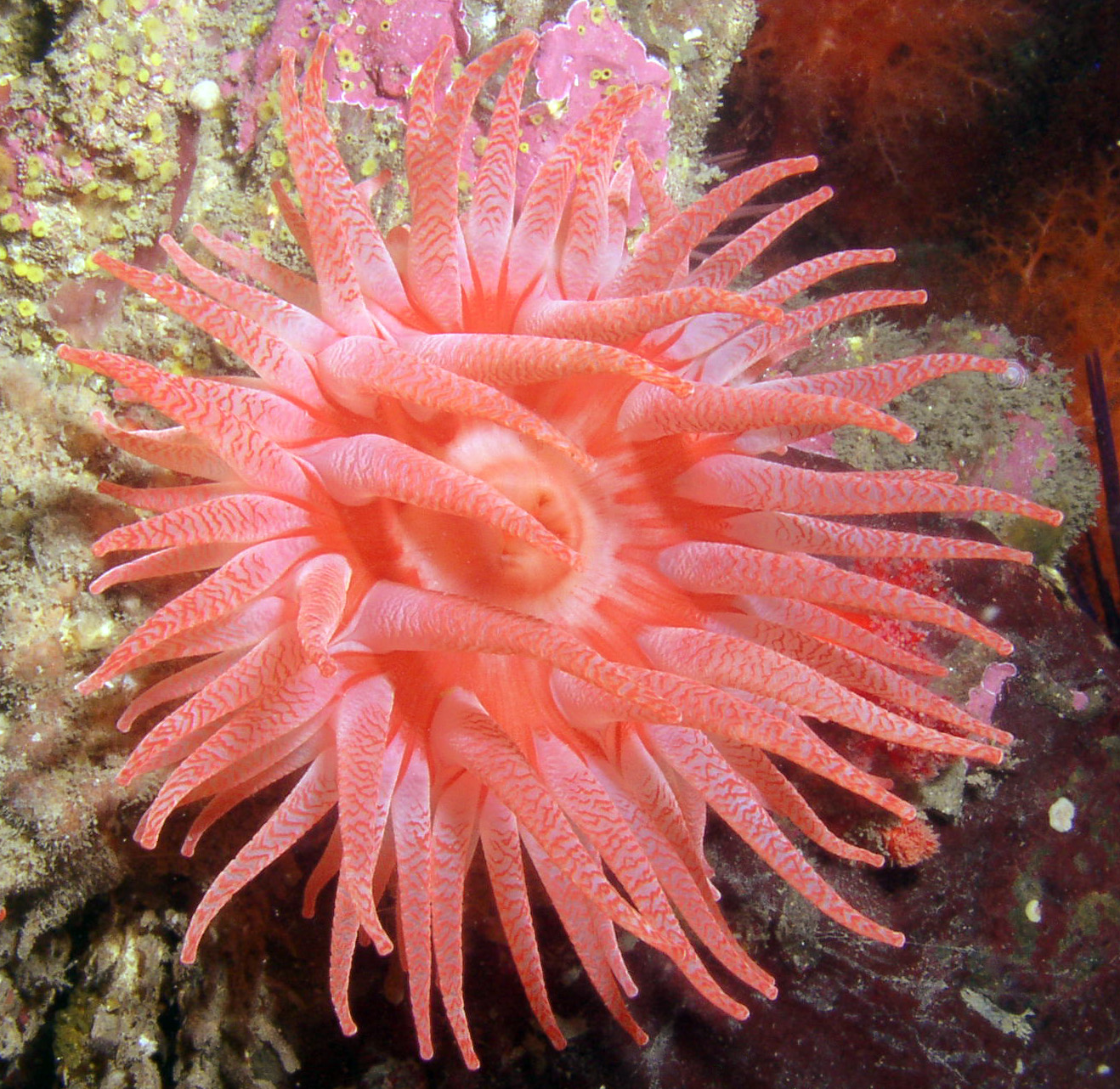
Die Anemone Cribrinopsis fernaldi (ein Nesseltier) mit Tentakeln

Ein Tentakel wird auch Fangarm genannt. Tentakel finden sich beispielsweise am Kopf von Kopffüßern, an Nesseltieren und anderen wirbellosen Tieren wie etwa Strudelwürmerarten. Die zum Fang ausgebildeten Fortsätze des Körpers sind meist aktiv beweglich und dienen häufig dem Ertasten und Greifen von Beutetieren, in einigen Fällen auch zu deren Verdauung (Suctoria). Seltener werden sie zur Unterstützung der Fortbewegung und für den Kontakt mit Artgenossen eingesetzt, so bei Kopffüßern wie den Tintenfischen. Die Tentakel einiger Arten der Quallen können bis zu vierzig Meter lang werden.